# Kyndby Huse
Kyndby Huse is een plaats in de Deense regio Hovedstaden, gemeente Frederikssund, en telt 359 inwoners (2010).
Kyndby Huse heeft een eigen krachtcentrale, Kyndby Værket genaamd, welke in 1940 in gebruik is genomen. In 2002 werd het verkocht aan DONG Energy. De woningen die bij de fabriek hoorden werden verkocht waarop de bewoners zelf een woningstichting oprichtten.

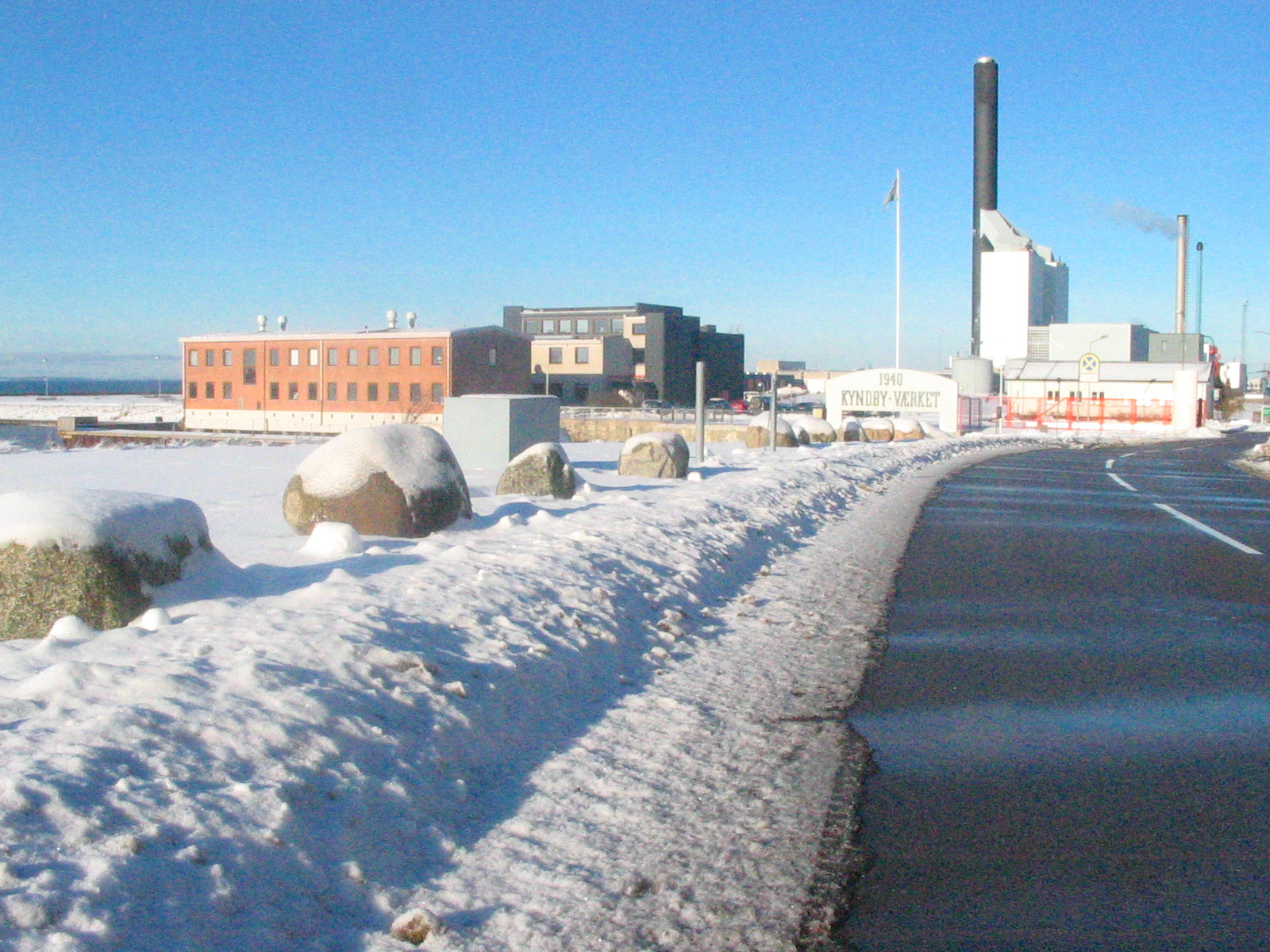
Kyndby Værket